# Raja Harishchandra
Raja Harishchandra er en indisk stumfilm fra 1913 af Dhundiraj Govind Phalke.

## Medvirkende
- D.D. Dabke som Raja Harishchandra
- P.G. Sane som Taramati
- Bhalachandra D. Phalke som Rohitas
- G.V. Sane som Vishwamitra
- Dattatreya Kshirsagar